# 피에트로 캄포프레고소

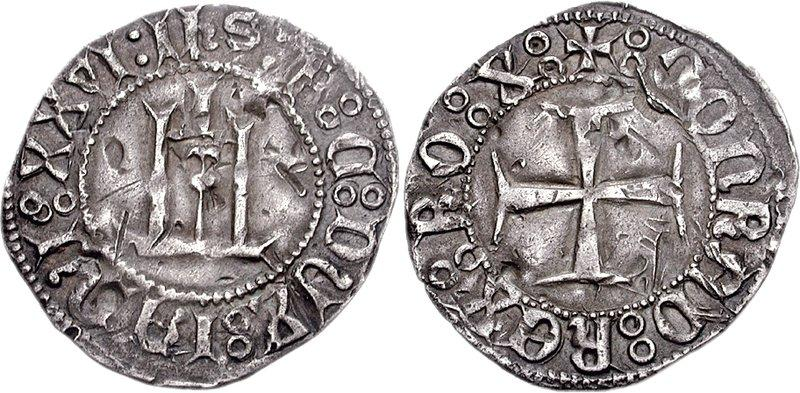
피에트로 캄포프레고소의 주화.

피에트로 캄포프레고소(Pietro Campofregoso, 1417년 – 1459년 9월 14일)는 1450년부터 1458년까지의 제노바 공화국의 도제이다.

## 생애
그는 톰마소 디 캄포프레고소의 손자이며, 그는 가비의 군주로서 비스콘티 가문의 봉신이였다. 바르톨로메아 그리말디(Bartolomea Grimaldi)와 혼인한 후, 그는 6명의 자식들을 가졌는데, 그 중에는 후대에 제노바의 도제가 되는 바티스타 2세가 있었다.
그는 1450년 9월 8일에 그의 사촌 로도비코 디 캄포프레고소를 이어 도제로 선출되었다. 그의 통치는 제노바 공화국의 동부 식민지에 있어 가장 형편없는 시기 중 하나였다 그 시기 제노바는 터키의 페라, 크림반도의 카파, 그리스의 히오스 섬을 상실하고 말았으며, 반면 이 지역들을 통해 번성한 무역은 쇠티하고 말았다. 제노바에서 튀르크, 아라곤의 군대와 기벨린 세력이 벌인 소동이 벌어진 후인 1458년에 피에트로는 프랑스 국왕 샤를 7세에게 도움을 청하였다. 하지만 이로 인해 제노바는 프랑스에게 사실상 굴복하게 되었고, 이는 1461년까지 지속되었으며, 반면 피에트로는 도제에서 물러나게 되었다.
프랑스를 상대로 헛 된 반란 시도를 일으킨 후, 피에트로는 1459년 9월 14일 포르타 소프라나 인근에서 시민들에게 돌에 맞아 사망하였다. 그는 성 게오르기우스 기사단의 초대 그랜드 마스터이기도 하였다.

## 대중 문화에서
피에트로 디 캄포프레고소는 2012년 영화 정복자 1453에서 알리 에르신 예나르가 연기하였다. 그 영화에서 이름은 언급되지는 않지만, 피에트로는 조반니 주스티니아니에게 제노바군을 하여금 오스만 제국을 상대로 비잔티움 제국을 도우라고 명령을 한다.